# Detroit-techno
Detroit-techno refererar till en techno-genre i den tidiga technomusikens musikstil (1985-1995) från Detroit, Michigan, musiken behöver dock nödvändigtvis inte vara skapad i Detroit. Stilen använder sig av analoga syntar och tidiga trummaskiner, främst Roland TR-909, eller mycket vanligt idag, emuleringar av karaktären hos dessa maskiner.